# Taemin
Lee Tae-min (hangul: 이태민; hanja: 李泰民; rr: I Tae-min; MR: I T'ae-min; nascido em 18 de julho de 1993), mais frequentemente creditado na carreira musical apenas como Taemin (em coreano:  태민), é um cantor, dançarino e ator sul-coreano. Em 2005 foi descoberto pela SM Entertainment após uma audição bem-sucedida no S.M. Open Weekend Audition Casting. Taemin ganhou destaque como membro do grupo masculino SHINee, formado em 2008, tornando-se um dos grupos mais bem sucedidos da Coreia do Sul. O grupo alcançou tanto sucesso crítico quanto comercial, com diversos singles coreanos número um e reconhecimento internacional rendendo-lhes numerosos elogios e o título de "Príncipes do K-pop".
Taemin desenvolveu uma carreira solo aclamada pela crítica, sendo um dos solistas de maior sucesso na história da indústria sul-coreana. Seu primeiro extended play, intitulado Ace, foi lançado em agosto de 2014, estreando na primeira posição na parada oficial de álbuns da Coreia do Sul, Gaon Album Chart. Em fevereiro de 2016, lançou seu primeiro álbum de estúdio, Press It, estreando novamente na primeira posição na Gaon Album Chart, além de vender mais de 76 mil cópias em menos de um mês de lançamento. Sua estreia solo no Japão ocorreu em 27 de julho de 2016, com o lançamento do extended play Sayonara Hitori, vendendo mais de 38 mil cópias em seu primeiro dia de lançamento, e estreou no terceiro lugar na parada de álbuns diários do Japão, Oricon Daily Chart. No início de setembro de 2020, Taemin lançou a primeira parte de seu terceiro álbum de estúdio em coreano, Never Gonna Dance Again : Act 1. A segunda parte do álbum foi lançada em novembro do mesmo ano.
Iniciou sua carreira como ator em março de 2009 na série da MBC Tae Hee, Hye Kyo, Ji Hyun como Junsu. Depois disso, ele ganhou uma série de papéis convidados, aparecendo nas séries de televisão Moon Night '90 (2011), Salamander Guru and The Shadows (2012) e Dating Agency: Cyrano (2013). Taemin também estrelou a 4ª temporada do popular reality show We Got Married (2013–14), ao lado de Son Na-eun. Após anos sem um trabalho na atuação Taemin estrelou o drama japonês da Prime Video Final Life: Even if You Disappear Tomorrow (2017).
Em outubro de 2019, Taemin fez sua estreia como membro do supergrupo SuperM, formado pela SM Entertainment em parceria com a Capitol Records.
Ao longo de sua carreira Taemin ganhou diversos títulos, tais como: Ídolo dos Ídolos, Príncipe da Dança, Máquina da Dança, Maknae de Ouro e Rei do K-pop.

## Carreira

### 2008–2012: Shinee e trabalhos na televisão
Em 2008, foi escolhido como membro do grupo SHINee. O grupo lançou seu primeiro extended play, Replay, em 22 de maio estreando na posição #10 e alcançou a #8 posição nas paradas musicais. A primeira apresentação televisiva do grupo ocorreu em 25 de maio de 2008 no programa Inkigayo da SBS. Na época, Taemin já possuía incríveis habilidades de dança, o que foi introduzido na coreografia do single de estreia do grupo. Em agosto de 2008, o grupo lançou seu primeiro álbum de estúdio em coreano, intitulado The Shinee World, que ganhou o "Newcomer Album of the Year" no Golden Disk Awards. O álbum estreou nas paradas sul-coreanas na terceira posição, vendendo mais 30 mil cópias. O primeiro single do álbum foi "Love Like Oxygen", um cover de "Show the World" por Martin Hoberg Hedegaard, originalmente escrita pelo compositor dinamarquês e equipe de produção de Thomas Troelsen, Remee e Lucas Secon. Em 18 de setembro do mesmo ano, "Love Like Oxygen" foi a canção número #1 no M Countdown. Poucos dias depois, Shinee recebeu o prêmio "Mutizen" para o mesmo single no Popular Songs da SBS.
Em 2009, enquanto o Shinee estava trabalhando com o EP Romeo, Taemin fez sua estreia como ator na comédia da MBC Tae Hee, Hye Kyo, Ji Hyun, como Junsu, indo ao ao ar de março a setembro de 2009. Ainda em 2009 apareceu no programa de televisão Idol Maknae Rebellion como convidado ao lado de seus de Onew, Jonghyun e Key em dois episódios, juntamente com membros de outros grupos, incluindo Dongho, Shorry J, Jinwoon, Yunhwa, Seunghyun e Mir.

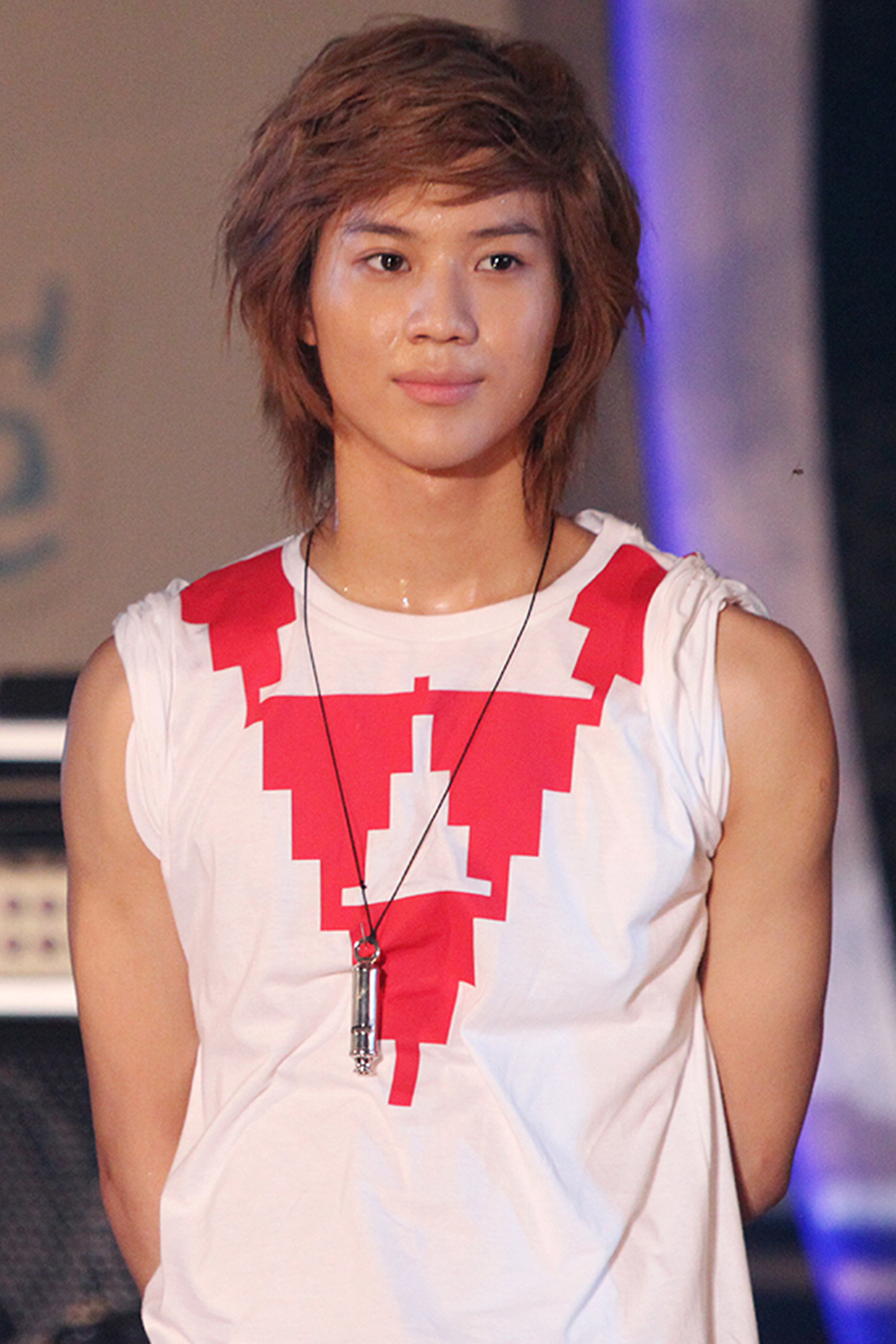
Taemin durante o SBS 20th Anniversary Festival. (agosto de 2010)

Para o segundo álbum de estúdio do Shinee, Lucifer, lançado em julho de 2010, co-escreveu a música "Shout Out", com JQ, Misfit e os outros membro do grupo. O álbum liderou vários gráficos de vendas físicas e digitais na Coreia do Sul pouca horas depois de seu lançamento. As canções do álbum "foram cuidadosamente selecionadas", e o álbum foi produzido para "dar aos ouvintes uma excelente oportunidade para experimentar os diversos personagens musicais e habilidades vocais mais maduras dos membros." Por sua excelente coreografia, o lead single de mesmo nome, foi nomeado para o Best Dance Performance Award no Mnet Asian Music Awards. Lucifer se tornou o sexto álbum mais vendido de 2010 na Coreia do Sul, vendendo mais de 120 mil cópias. Em agosto do mesmo ano, Taemin substituiu Minho no Let's Go Dream Team Season 2, devido a recuperação de uma lesão de Minho. A equipe foi para Hong Kong para um especial de verão, em que eles tiveram que escalar uma rede de pesca e Taemin ficou em primeiro lugar. Uma versão reeditada do álbum Lucifer foi lançada em outubro de 2010, sob o nome de Hello, contendo três novas faixas.
Em janeiro de 2011, Taemin fez uma aparição especial no sétimo episódio do drama Athena: Goddess of War. Em junho do mesmo ano, o Shinee fez sua estreia no mercado japonês com o single "Replay", sendo uma regravação de seu single de estreia lançado originalmente em 2008. O single vendeu mais de 91 mil cópias na primeira semana, sendo certificado posteriormente com um disco "Ouro" pela RIAJ por mais de 100 mil cópias vendidas ainda em junho de 2011. Em outubro daquele ano, apareceu na série da Mnet Moon Night '90 como Kim Sung-jae. No início de dezembro de 2011, o primeiro álbum de estúdio em japonês do Shinee, intitulado The First, foi lançado. O álbum contou com três singles oficiais: "Replay", "Juliette" e "Lucifer", sendo todos regravações de singles lançados originalmente em coreano. Graças ao sucesso das canções Shinee se tornou o primeiro artista estrangeiro em 44 anos na história da Oricon a ter três canções diferentes lançadas no Japão no top três em suas vendas de singles semanais. Taemin fez uma aparição na sitcom High Kick 3: Revenge of the Short Legged, ainda em dezembro de 2011.

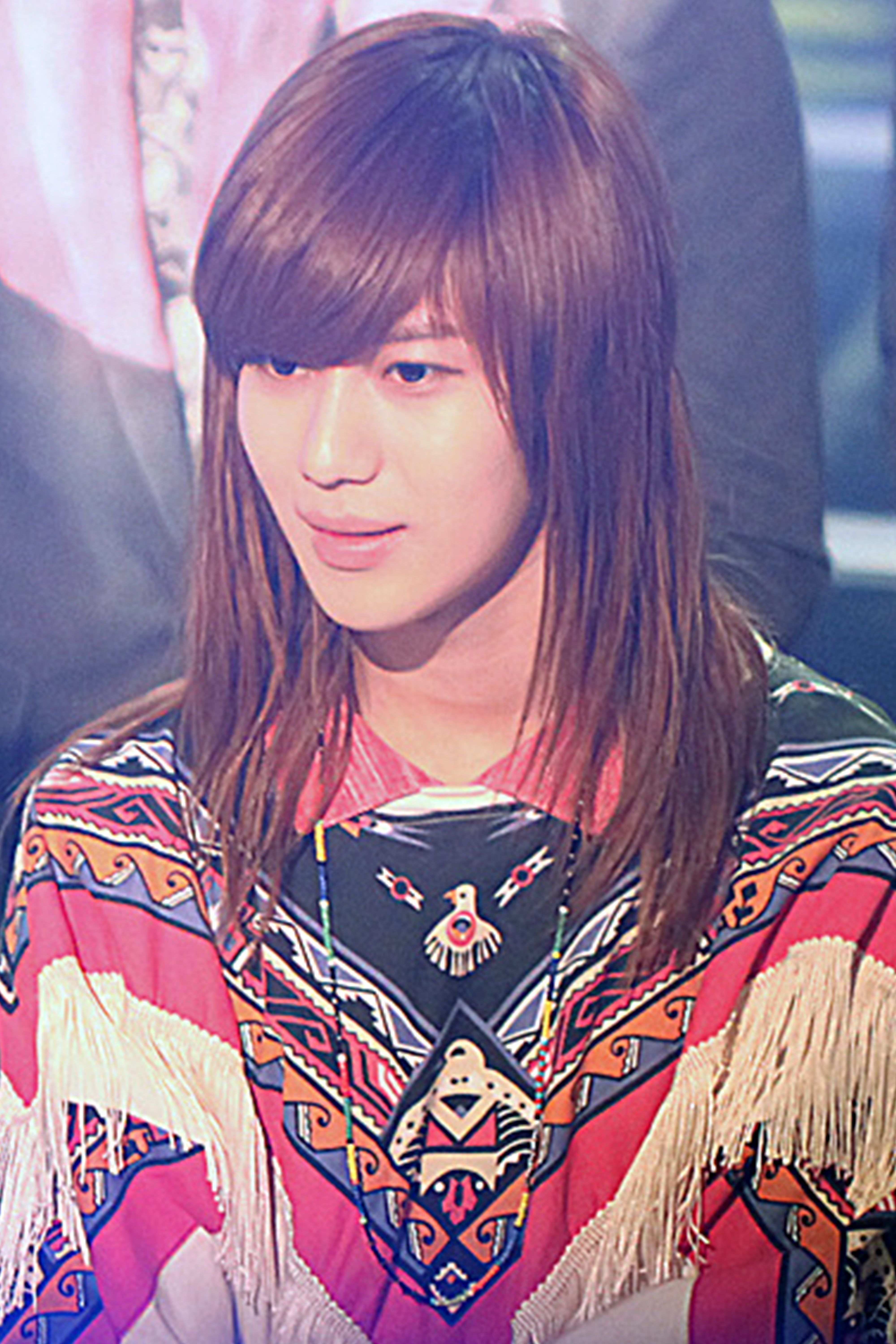
Taemin durante o Show Champion. (março de 2012)

Em janeiro de 2012, participou como dublador para o filme de animação Outback como o personagem principal, Johnny, um coala branco que virou herói, juntamente com sua colega de gravadora Sunny. Ainda em janeiro, juntou-se ao Immortal Song 2, onde permaneceu até abril daquele ano. Taemin performou "Mapo Terminal" de Silver Bell Sister e competiu com o ator Im Taekyung, recebendo 376 votos. Além da dança, seu desempenho como vocalista foi muito apreciado no programa. Enquanto isso, em março o Shinee fez seu retorno ao cenário musical sul-coreano com o lançamento do extended play Sherlock em 21 de março de 2012. O EP contou com o single híbrido "Sherlock (Clue + Note)", com a sua coreografia caracterizada por um estilo distinto sendo uma obra do coreógrafo Tony Testa. A letra da canção descreve a solução de Sherlock para um crime através de "pistas" lógicas e "notas" intuitivas. A faixa-título combina as letras das músicas "Clue" e "Note" para criar uma única história. O EP vendeu mais de 135 mil cópias e ficou em primeiro lugar no Gaon Album Chart, tornando-o o álbum mais vendido em março de 2012. A faixa-título "Sherlock (Clue + Note)" superou o Gaon Digital Chart e foi classificado no número 10 no Gaon Download Chart no mês de março, com mais de 740 mil downloads. A música foi nomeada como uma das "50 melhores músicas de boy band de todos os tempos" pela Rolling Stone, que afirmou que a música prova como o K-pop inovador e experimental pode ser.
Para o "Korean Music Wave In Bangkok 2012", que ocorreu em 7 de abril do mesmo ano e foi transmitido em 28 de abril, fez uma performance especial no palco com IU, onde cantaram "Gee", "Juliette" e "Hello". Para apoiar sua colega de gravadora BoA, em agosto de 2012, se apresentou várias vezes como dançarino na canção "Only One", após Yunho e Eunhyuk.
Em setembro de 2012, lançou uma música solo, intitulada "U", para a trilha sonora da série To The Beautiful You. Em outubro do mesmo ano, foi anunciado que Taemin participaria do grupo de dança de 6 membros, Younique Unit, ao lado de Eunhyuk, Henry , Hyoyeon, Kai e Lu Han interpretando a canção tema do Veloster, intitulada "Maxstep", para o álbum "PYL Younique Album", sendo um álbum de colaboração entre a SM Entertainment e a Hyundai. Um vídeo teaser da música foi mostrado no PYL Younique Show em 17 de outubro. Em dezembro de 2012, juntamente com Minho, Lay, Kai, Yunho, Eunhyuk e Donghae, formaram o grupo de dança, SM The Performance. Sua primeira aparição foi no 2012 SBS Gayo Daejun em 29 de dezembro, com o lançamento do single "Spectrum" no dia seguinte.

### 2013–2015:We Got Marriede desenvolvimento de carreira solo comAce

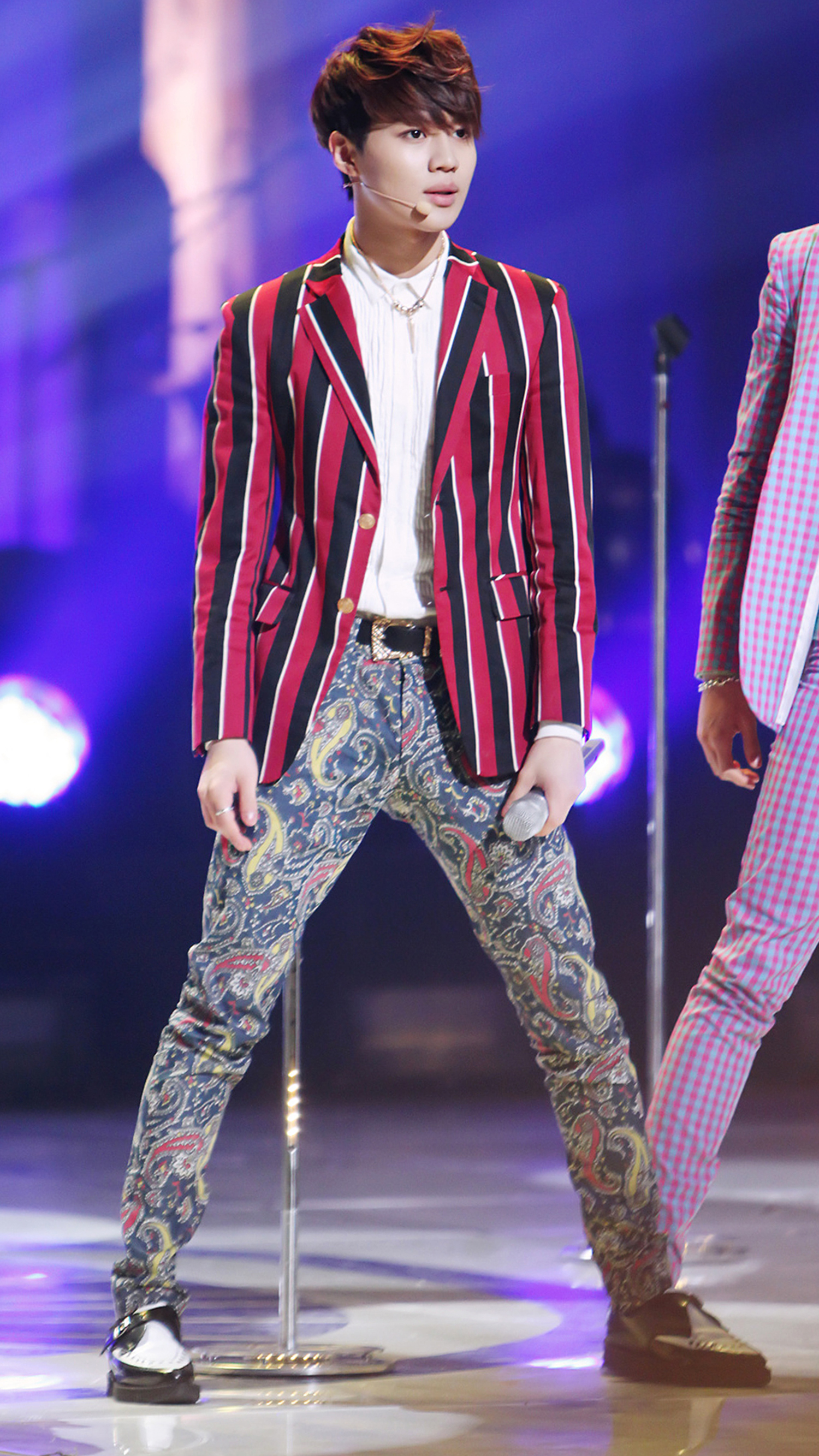
Taemin performando "Dream Girl" durante o KBS Open Concert. (março de 2013)

Em janeiro de 2013, Taemin estrelou o vídeo musical da canção "Disturbance" da cantora BoA. No videoclipe Taemin interpretou o par romântico de BoA, e exibiu uma maturidade e masculinidade que ele não havia exibido antes. Houve relativamente pouca ação no videoclipe, com a maioria das cenas sendo filmadas com os dois tristes, com um ocasional flashback no meio. Em 3 de fevereiro, a MBC anunciou que o Shinee estrelaria seu próprio espacial de Ano Novo Lunar intitulado "Shinee's Wonderful Day" indo ao ar de 10 de fevereiro à 16 de abril de 2013. Para o especial, Onew visitou a Tailândia, Jonghyun visitou o Japão, Key e Minho visitaram a Inglaterra e Taemin visitou a Suíça. Ainda no inicio de fevereiro, a SM Entertainment anunciou o lançamento do terceiro álbum de estúdio em coreano do grupo, Chapter 1. Dream Girl – The Misconceptions of You, para 19 de fevereiro acompanhado do lead single "Dream Girl". Em 14 de fevereiro, Shinee realizou o evento "Melon Premiere Shinee Music Spoiler" no Olympus Hall, em Seul, onde revelou seis das nove músicas do álbum para 100 revisores de música, e anunciou que não só lançariam um terceiro álbum, mas que seria dividido em duas partes, sendo que a segunda parte chamada Chapter 2. Dream Girl – The Misconceptions of Me seria lançada em abril daquele ano.
Em abril de 2013, a SM Entertainment revelou que Taemin seria o par de Son Na-eun no programa da MBC We Got Married, substituindo o casal anterior Kwanghee e Sunhwa. A produção do programa revelou que suas razões para terem escalado Taemin e Naeun como o novo casal, era que eles estavam procurando por um novo casal que teria uma vibe de primeiro amor. A produção ainda declarou: "Entrevistamos várias celebridades, mas fora delas, Taemin e Naeun que quase não têm qualquer experiência de namoro, parecia o mais adequado, e eles também têm um monte de coisas em comum. Especificamente, quando eles estavam discutindo o tema do amor, Taemin falou sobre seus tempos de escola primária, enquanto Naeun falou sobre seus dias de infância... Eles se conheceram durante a primeira filmagem e exalava uma vibração inocente e fresca. Pedimos que os telespectadores também enxerguem o novo casal com amor." Em 27 de abril o primeiro episódio foi ao ar. Sua primeira gravação ocorreu em um café que ficou famoso pelo filme Architecture 101 e em um parque aquático em Jeju Island.
Em junho de 2013, Taemin fez três episódios no drama Dating Agency: Cyrano como o cantor idol Ray/Yang Ho-yeol. Ainda em junho, fez uma participação no single de estreia do cantor Henry, "Trap". A música foi composta e arranjada por um grupo de produtores musicais europeus, incluindo Svante Halldin, Emilh Tigerlantz e Geraldo Sandell, enquanto a letra foi escrita por Misfit que também já havia contribuído em muitas outras músicas de vários artistas da SM Town. A canção alcançou o número 28 no Gaon Digital Chart e o número 18 no K-pop Hot 100 da Billboard.

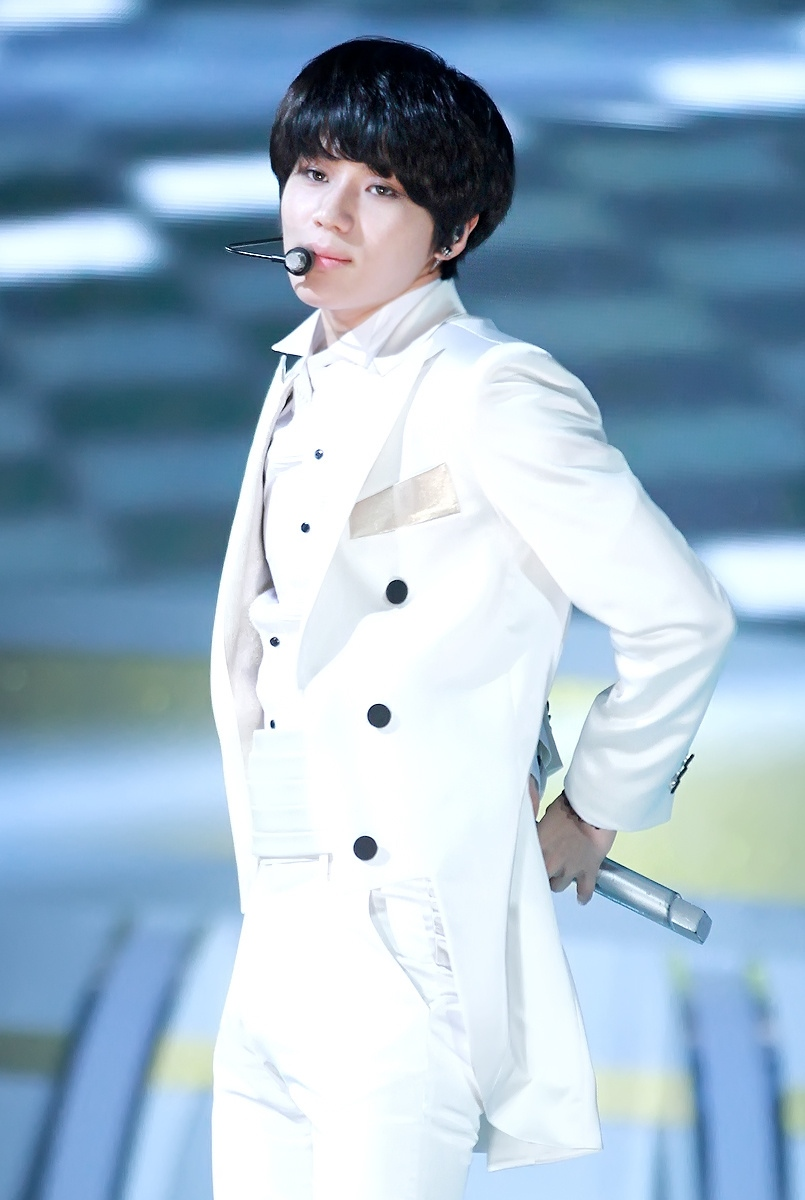
Taemin durante o 28th Golden Disc Awards. (janeiro de 2014)

Em 18 de dezembro de 2013, a SBS anunciou que Taemin participaria da parodia das séries Master's Sun e The Heirs para o 2013 SBS Gayo Daejun. Ainda em dezembro participou da trilha sonora da série Prime Minister and I, interpretando a canção "Steps", a primeira faixa a ser visualizada na série no final de seu terceiro episódio, foi composta e arranjada por Kim Jung-bae com os vocais por ele mesmo. A canção foi lançada digitalmente em 7 de janeiro de 2014. Ainda em janeiro, deixou o elenco do We Got Married. Apesar da popularidade do casal, que foi apelidado de Taeun, a temporada terminou em meio a diversas controvérsias envolvendo Taemin em relação a Naeun. Em 8 de fevereiro do mesmo ano, voltou ao Immortal Song 2, interpretando a canção "Wait a Minute" de Joo Hyun-mi. Em 16 de fevereiro, apareceu no documentário especial da SBS Ten Thousand Hours of Determination.
Em 25 de julho de 2014, foi anunciado que Taemin faria sua estreia solo oficial em agosto do mesmo ano. Em 15 de agosto o vídeo musical da canção "Danger" foi lançado no canal oficial da SM Entertainment no YouTube. A coreografia de "Danger" foi criada pelo coreógrafo americano Ian Eastwood e pela equipe de direção de performance da SM, BeatBurger. Seu visual e estilo da canção foram bastante comparados a Michael Jackson. A publicação musical coreana Weiv descreveu a faixa "Danger" como "[...] uma música que mostra o brilhante senso de Thomas Troelsen em usar várias faixas. Acima de tudo, é uma música rara entre as músicas recentes da SM que não se cansa após muitas repetições." IZE disse que "o jovem personagem misterioso ladrão com movimentos leves, mas negócios sérios ganharam vida com o desempenho de Taemin." Em 18 de agosto de 2014, Taemin lançou seu primeiro extended play "Ace", contendo seis faixas. O álbum alcançou a posição de número 1 na Gaon Album Chart, e número 2 no Billboard World Albums.
Em 3 de fevereiro de 2015, foi confirmado para o elenco da primeira temporada do programa "Match Made in Heaven Returns". O primeiro episódio do programa estava previsto para ir ao ar em 24 de fevereiro. Mas foi adiado para 10 de março. Em 23 de março, foi anunciado a sua participação no programa de variedades da JTBC, Off to School. Em 1 de junho de 2015, lançou a canção "그 이름 (Named)", em colaboração com Jonghyun, para a trilha sonora da série de televisão Who Are You: School 2015. A canção estreou na posição #36  na Gaon Singles Chart.

### 2016–2018:Press It,Sayonara Hitori,Flame of Love, sucesso comMoveeTaemin
Lançou seu primeiro álbum de estúdio em 23 de fevereiro de 2016, intitulado Press It, contendo um total de dez músicas, incluindo a faixa-título "Press Your Number". Bruno Mars participou na produção da música, que começa em um ritmo lento e avança para o ritmo eletrônico rápido. O álbum alcançou a #1 posição nas paradas do iTunes no Japão, Vietnã, Taiwan, Singapura, Tailândia, Finlândia e Hong Kong. Para Billboard, Press It classificou-se na #2 posição durante a sua primeira semana em seu Chart Music World e #7 no Billboard's Heatseekers Chart. O álbum debutou na primeira posição na parada oficial de álbuns da Coreia do Sul, Gaon Music Chart, além de vender mais de 76 mil cópias em menos de um mês de lançamento.

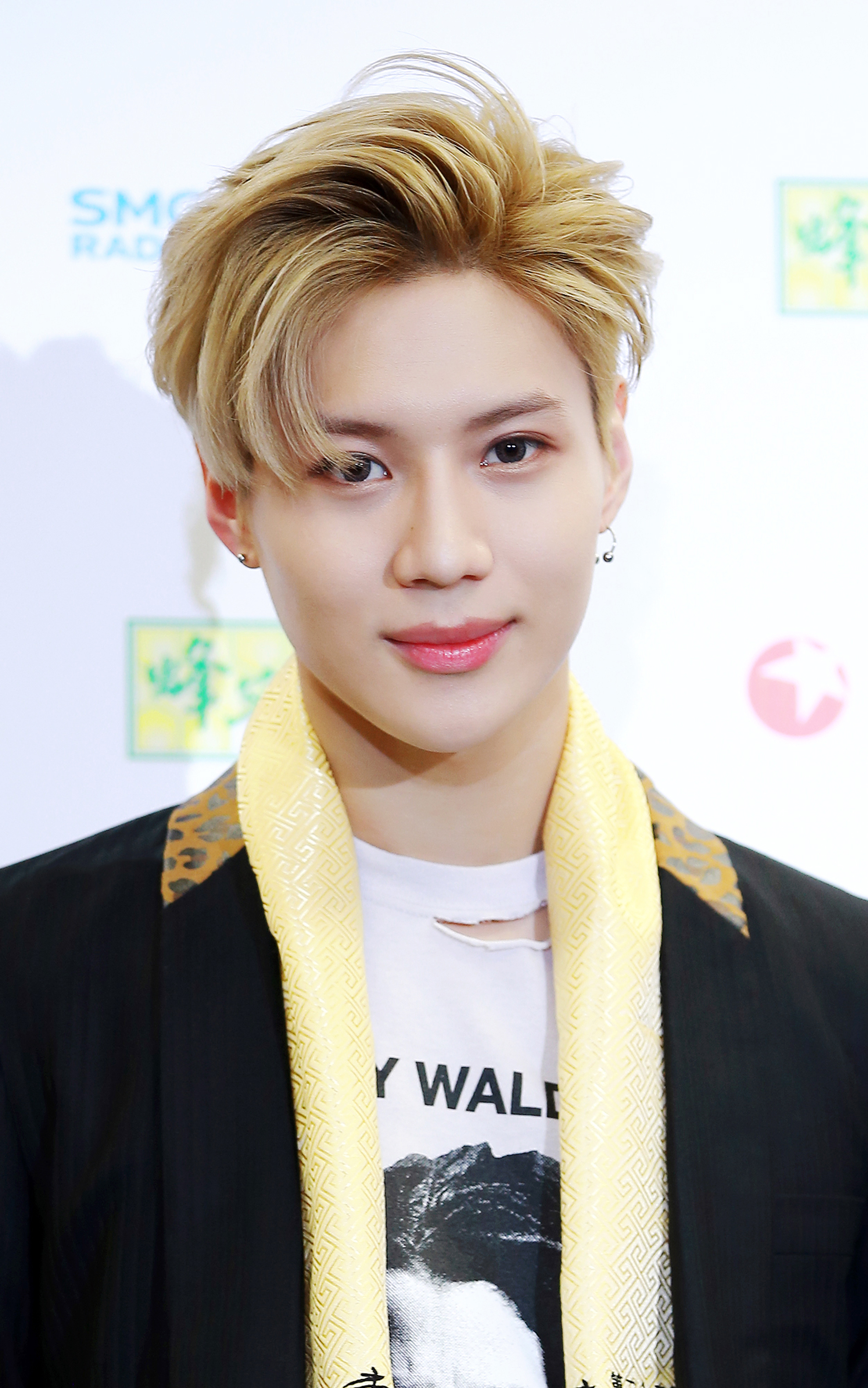
Taemin durante o 23rd Dong Fang Feng Yun Bang Awards. (março de 2016)

Taemin lançou uma versão em japonês da canção "Press Your Number" em 26 de fevereiro do mesmo ano. Em 23 de junho de 2016, a estreia japonesa de Tae-min foi anunciada com o mini-álbum Sayonara Hitori (さよならひとり), incluindo um showcase em seu 23º aniversário. O álbum foi lançado em 27 de julho contendo 4 músicas inéditas e a versão em japonês de "Press Your Number". O álbum vendeu mais de 38 mil cópias em seu primeiro dia de lançamento, e estreou no terceiro lugar na parada de álbuns diários do Japão, Oricon Daily Chart. Ainda em junho a sua participação no programa Hit the Stage da Mnet foi confirmada. Hit the Stage é um programa onde celebridades e dançarinos profissionais formam equipes e batalham entre si por meio de performances. Com um tema diferente em cada episódio, as celebridades e dançarinos profissionais mostram suas habilidades na dança de rua, e dança contemporânea, entre outros, pela ordem de classificação determinada por um painel especial. Taemin se apresentou junto com sua parceira de dança Koharu Sugawara, que foi quem coreografou a sua canção "Goodbye". Alcançou o primeiro lugar no segundo episódio do programa. Em setembro de 2016, apareceu no programa MY SMT, transmitido no Youku. Em dezembro do mesmo ano, apresentou um número de dança ao lado de Park Ji-min no 2016 KBS Song Festival. A KBS declarou: "Será um estágio em que o bromance de Taemin e Jimin brilhará".
Em junho de 2017, lançou o vídeo musical da canção "Flame of Love". Nos dias 1 e 2 de julho realizou seu primeiro concerto solo, THE 1st STAGE, na arena Nippon Budokan no Japão atraindo 28 mil pessoas. Lançou seu segundo mini-álbum em japonês, intitulado Flame of Love, em 18 de julho de 2017. Após o lançamento, o álbum imediatamente se classificou na #1 posição na parada de álbuns diários do Japão, vendendo mais de 45.000 cópias. No mês seguinte estreou seu primeiro reality show, Xtra Cam: THE TAEMIN, através do V Live. Em 25 de agosto, deu início a turnê de concertos Off-sick em Seul, Coreia do Sul. Ainda em agosto de 2017, foi anunciada a sua participação no drama japonês Final Life: Even if You Disappear Tomorrow, sendo um trabalho original do Amazon Prime Video. O drama criminal estrelado por Shota Matsuda como um detetive em uma unidade de investigação especial e Taemin como um coreano que estudou medicina nos EUA, mas perdeu sua memória em um experimento mal sucedido, estreou em 8 de setembro com 12 episódios transmitidos semanalmente. A trilha sonora do drama, "What's This Feeling", também é cantada por Tae-min. Em 27 de setembro, a SM Entertainment confirmou sua participação no show de sobrevivência da KBS The Unit: Idol Rebooting Project como um dos mentores do programa. O show estreou em 28 de outubro com um total de 14 episódios, tendo o objetivo de dar uma chance aos ídolos que estrearam, mas não conquistaram o estrelato. Apareceu como um convidado especial na transmissão de 1 de outubro do programa Problematic Men da tvN.
Taemin lançou seu segundo álbum de estúdio, Move, em 16 de outubro de 2017. Um dia antes do lançamento do álbum, Taemin apresentou as músicas do Move em seu primeiro concerto coreano, intitulado Off-Sick, diante de 10 mil fãs. O lead single, de mesmo nome, foi acompanhado por três videoclipes diferentes – o primeiro sendo o videoclipe oficial da música, apresentando o cantor em várias cenas, enquanto o segundo e o terceiro exibem a coreografia da música; o último apresenta a coreógrafa japonesa Koharu Sugawara. "Move" não era para ser a faixa principal do álbum, pois a empresa escolheu a B-side "Love". No entanto, Taemin decidiu contra a música, já que ele não achava que isso lhe permitiria mostrar sua verdadeira identidade. Taemin também apareceu na Seoul Fashion Week em outubro de 2017, para apresentar a canção, que foi nomeada um momento de destaque da temporada da Seoul Fashion Week pelo escritor da W Magazine Todd Plummer. Em 10 de novembro, lançou a canção "Thirsty (OFF-SICK Concert Ver.)" através do projeto Station. Em 10 de dezembro de 2017, foi lançado o seu primeiro álbum repaginado intitulado Move-ing juntamente com o vídeo musical da faixa-título "낮과 밤 (Day and Night)". Ainda em dezembro de 2017, Taemin estava agendado para se apresentar no KBS Song Festival, mas desistiu uma semana depois da morte de Jonghyun, seu companheiro de grupo no Shinee.

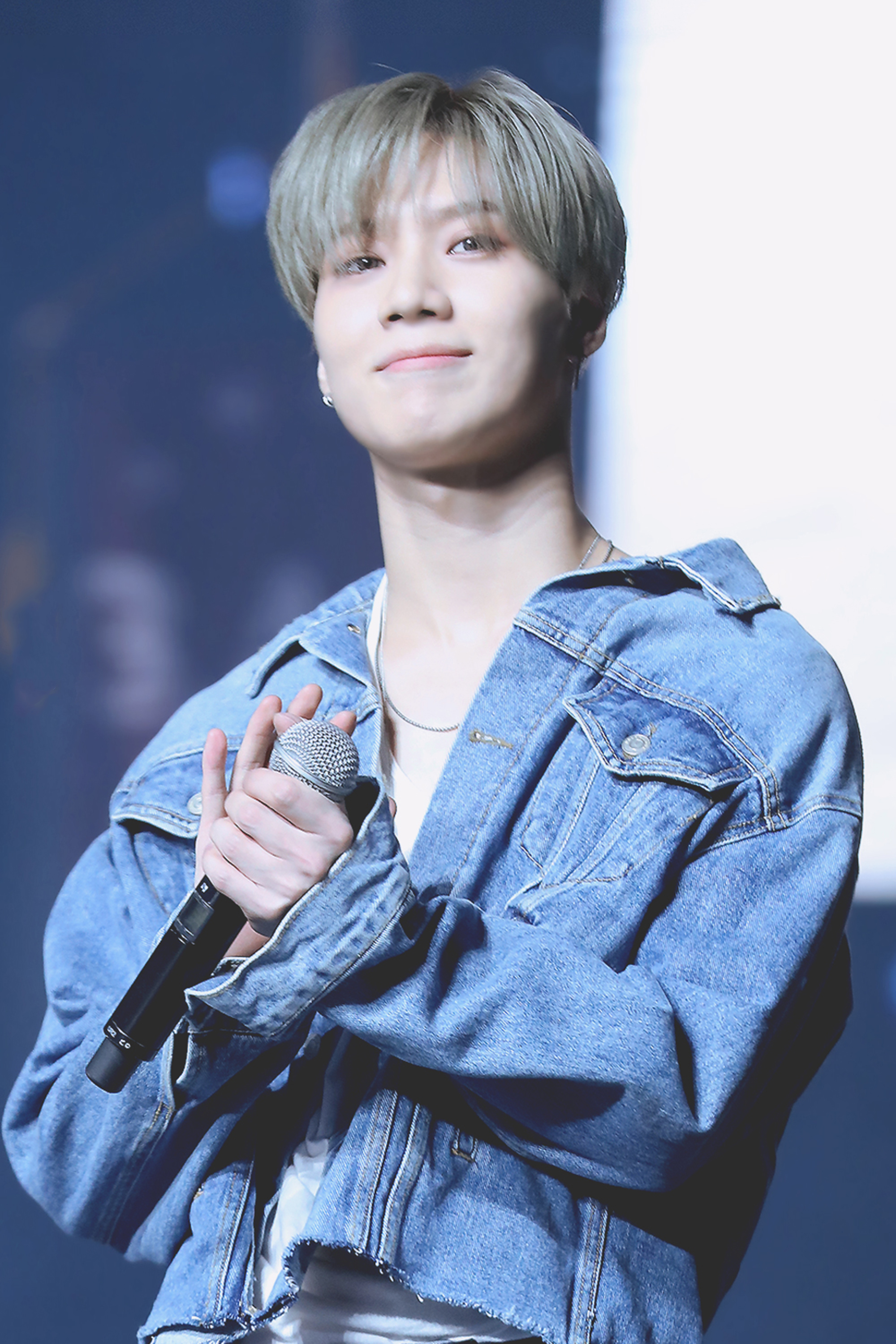
Taemin se apresentando no Music Bank, no Chile. (março de 2018)

Em março de 2018, a JTBC revelou que Taemin estava trabalhando no programa de dança Why Not? The Dancer, como um dos apresentadores, ao lado de Eunhyuk e Lee Gi-kwang. O programa segue o dia a dia de dançarinos representantes do K-pop enquanto eles assumem o desafio de se tornarem coreógrafos em Los Angeles. A estreia do reality ocorreu em 5 de maio no canal JTBC4, contando também com Jisung – que considera Taemin uma de suas maiores influências – no elenco.
Em meados de maio de 2018, a SM Entertainment anunciou o sexto álbum em coreano do Shinee dividido em 3 partes, intitulado The Story of Light. A primeira parte do álbum foi lançada em 28 de maio com o single "Good Evening". e a segunda parte da trilogia foi lançada em 11 de junho com o single "I Want You". A terceira e última parte do álbum foi lançada em 25 de junho, sendo liderada pelo single "Our Page", dedicado a Jonghyun, falecido em dezembro de 2017.
Em setembro de 2018, deu início a turnê de concertos Japan 1st Tour "SIRIUS" em Yokohama no Japão. Ainda em setembro lançou a canção "Eclipse" como single, dominando o Oricon Daily Chart e Rekochoku Single Daily Chart, que são duas paradas musicais que têm uma grande influência no Japão, além de ficar em primeiro lugar no iTunes em 4 países, sendo eles o Japão, Hong Kong, Taiwan e Filipinas. A canção também estreou na 9ª e na 27ª posição no Oricon Digital Singles e no Billboard Japan Hot 100, respectivamente. Em 14 de outubro lançou o single "Mars", estreando na 1ª posição no Oricon Daily Chart vendendo mais de 7,400 cópias em seu primeiro dia de lançamento. Seu primeiro álbum de estúdio em japonês (terceiro no total), intitulado Taemin, foi lançado digitalmente em 5 de novembro e fisicamente em 28 de novembro de 2018. O vídeo musical do terceiro single do álbum, intitulado "Under My Skin", foi lançado em 13 de novembro de 2018.

### 2019–presente:Want,Famous, SuperM,Never Gonna Dance Again,AdviceeGuilty

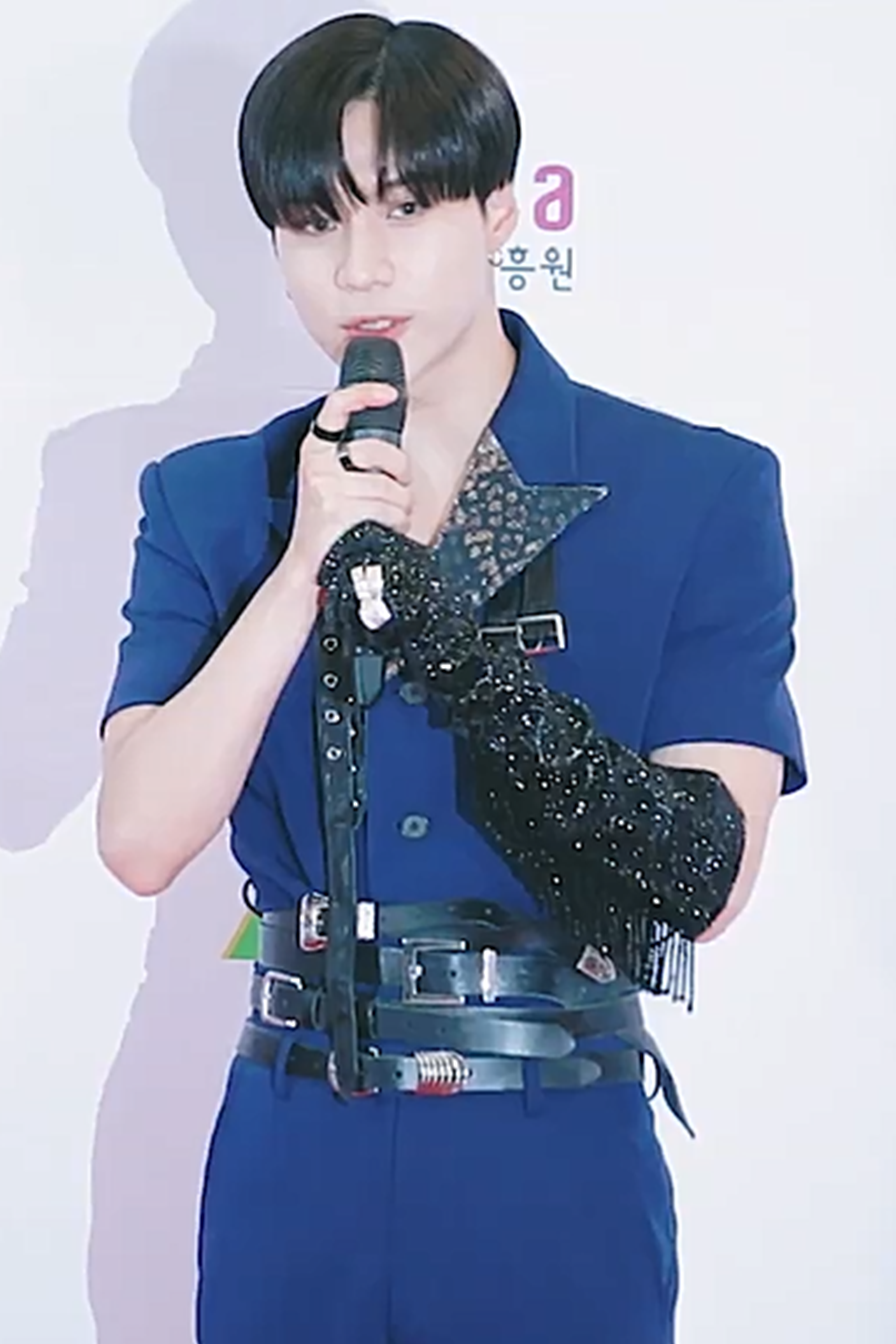
Taemin durante o 25th Dream Concert. (maio de 2019)

Taemin lançou seu segundo extended play em coreano, intitulado Want, em 11 de fevereiro de 2019, contando com 7 faixas, incluindo o lead single de mesmo nome, que é uma continuação de seu hit anterior, "Move" (2017). A letra da faixa-título "Want" passa uma mensagem de tentação para alguém que já está perdido nos encantos letais de um homem sedutor mas inocente. Logo após seu lançamento o álbum alcançou o primeiro lugar nas paradas do iTunes em 29 países, além de entrar no número 1 nas paradas de álbuns nacionais Hanteo, Synnara, Yes24 e Hot Tracks. O álbum debutou na primeira posição na parada oficial de álbuns da Coreia do Sul, Gaon Music Chart, além de vender mais de 121 mil cópias em menos de um mês de lançamento. A faixa-título "Want" também ficou no topo das paradas musicais em tempo real da Coreia, incluindo Mnet, Naver Music e Bugs. Um dia após o lançamento do EP Taemin apareceu no Idol Room da JTBC, como parte de seu ciclo promocional. Taemin conquistou sua primeira vitória em um programa musical com a canção no episódio de 20 de fevereiro do Show Champion, vencendo Seventeen, Lee So-ra, Itzy e Hwasa. Em meados de fevereiro foi anunciado que seu concerto solo T1001101, seria realizado no SK Olympic Handball Gymnasium em Seul de 15 a 17 de março de 2019. Embarcou na turnê japonesa TAEMIN ARENA TOUR 2019 ～X™️～, que teve inicio em 8 de junho na Makomanai Ice Arena.
No final de julho de 2019, Taemin lançou o vídeo musical da canção "Famous", primeiro single de seu terceiro EP em japonês de mesmo nome, lançado digitalmente em 4 de agosto e fisicamente em 28 de agosto do mesmo ano. Ainda em agosto, foi apresentado como membro do grupo SuperM, juntamente com Baekhyun, Kai, Taeyong, Ten, Lucas e Mark. O supergrupo estreou oficialmente em 4 de outubro de 2019, com o lançamento do extended play de mesmo nome O EP estreou no número um na parada de álbuns da Billboard 200, com 164 mil cópias vendidas na semana que terminou em 10 de outubro, tornando-se o primeiro ato coreano a liderar a parada com seu lançamento de estreia, bem como o quarto lançamento em coreano a alcançar o número um.
Em novembro de 2019, Taemin colaborou com BoA, Siwon, J-Min, Sunny, Suho, Wendy e Doyoung – como parte da SM Town – na canção "This is Your Day (for every child, UNICEF)". A canção foi lançada oficialmente em 20 de novembro, como a primeira faixa do projeto STATION X 4 LOVEs for Winter (2019 SMTOWN Winter). "This is Your Day" é uma faixa de balada pop com progressões dinâmicas de acordes. As letras foram escritas por Yoo Young-jin e expressam suas esperanças de que todas as crianças sejam felizes. Em dezembro daquele ano, a Oricon apresentou sua parada de final de ano com o ranking dos álbuns e singles de maior sucesso no Japão em 2019, onde Taemin ocupou a posição 90 pelo EP Famous no ranking dos álbuns. Durante o MBC Gayo Daejejeon, realizado em 31 de dezembro de 2019, Taemin performou "Move" (2018) e "Famous" (2019), além de uma performance especial de "Goodbye" (2016) ao lado de Momo e Jihyo.
Em janeiro de 2020, a SM Entertainment informou que Taemin estava trabalhando em um novo álbum que tinha previsão de lançamento para março, mas o lançamento acabou sendo adiado. Em maio do mesmo ano, apareceu no programa The Idol Troops Camp, juntamente de Ravi e Ha Sung-woon. No início de agosto, Taemin lançou a canção "2 Kids" como primeiro single de seu terceiro álbum coreano, Never Gonna Dance Again. A primeira parte do álbum foi lançada no início de setembro de 2020, intitulado Never Gonna Dance Again: Act 1, juntamente com o vídeo musical do lead single "Criminal". Após o lançamento do videoclipe de "Criminal" a mídia passou a se referir ao Taemin como o Rei do K-pop. Ainda em setembro, o SuperM lançou o álbum de estúdio Super One, que contou com três singles: "100", "Tiger Inside" e "One (Monster & Infinity)". A segunda parte de seu terceiro álbum foi lançada em 9 de novembro, com "Idea" (理想) servindo como o single principal. Durante o 22nd Mnet Asian Music Awards, realizado em 6 de dezembro de 2020, Taemin performou as faixas "Criminal", "Heaven" e "Idea", além de ter se apresentado como parceiro de dança de BoA durante a performance de "Only One". Na premiação Taemin levou o prêmio de "Performance de Dança Favorita – Solo Masculino" por "Criminal", além de ser indicado nas categorias de "Melhor Artista Masculino" e "Melhor Performance de Dança – Solo" (por "Criminal").
Em março de 2021, Taemin lançou a canção "My Day", como parte da trilha sonora da série Navillera. Em 2 de maio, Taemin realizou o concerto online N.G.D.A (Never Gonna Dance Again), através da plataforma Beyond LIVE. Durante o show, Taemin apresentou um medley de dança de canções de sucesso lançadas ao longo da carreira do Shinee e de sua carreira solo. Ele disse: "Foi um medley de dança que parecia a minha história de vida. Nem tudo foi revelado, mas foi uma rápida olhada no que havia acontecido. No início, fiquei emocionado. Foi uma chance para eu relembrar o passado e foi profundamente significativo. Nossos fãs que eram alunos do ensino fundamental estão no mercado de trabalho agora, e as noonas se casaram." Taemin lançou o seu terceiro EP em coreano, Advice, em 18 de maio, sendo composto por cinco canções, incluindo o lead single de mesmo nome.
Taemin retornou como solista com seu quarto EP Guilty em 30 de outubro de 2023, dois anos e cinco meses após Advice. Em dezembro, ele realizou um show intitulado Metamorph na Inspire Arena em Incheon. Ele foi o primeiro artista a realizar um show independente no local, que é a primeira arena multiuso da Coreia do Sul.

## Características artísticas

### Influências e estilo

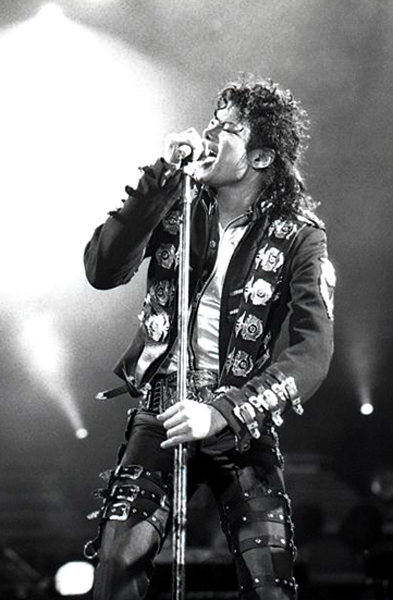
Taemin cita músicos como Michael Jackson como sua maior influência

Ao crescer, Taemin sonhava em ser piloto até descobrir a dança quando estava na 6ª série. Quando criança, ele assistiu a um dos maiores artistas do mundo, o "Rei do Pop", Michael Jackson. Taemin o via sob uma luz diferente e o respeitava em muitos aspectos de sua performance. Foi por causa de Michael Jackson que Taemin decidiu se tornar um dançarino.
Como membro do grupo Shinee seu estilo musical inicial foi mais focado no R&B contemporâneo, com os hits iniciais do grupo como "Replay" e "Lucifer" utilizando o R&B e o dance-pop. Nos primeiros anos de sua carreira como membro do Shinee, o grupo passava uma imagem de "garotos inocentes", com tênis de cano alto, jeans skinny e blusas coloridas. O conceito "encanto infantil" foi um fator importante para Shinee ganhar fãs, e consequentemente aumentando a popularidade de Taemin como o membro mais jovem. Em 21 de julho de 2012, durante o concerto SHINee World Concert II, Taemin juntamente com Jonghyun apresentaram "Internet War" em um special stage, em uma apresentação bem diferente e sexy, surpreendendo a todos os fãs com um quase beijo e mostrando o quão ecléticos os membros do grupo Shinee podem ser quando se fala de inovação.
Desde a sua estreia como artista solo, os estilos musicais de Taemin variaram. Seu single de estreia, "Danger" (2014), é uma a canção de electro swing, composta por Thomas Troelsen. No programa de rádio Blue Night Radio, um ouvinte perguntou a Taemin: "'Danger' tem uma sensação de Michael Jackson. Você tinha isso em mente enquanto trabalhava na música?". Para isso, Taemin respondeu: "A música foi composta no exterior e comprada. Não era como nossa meta ou modelo, mas aconteceu exatamente no processo. A empresa achou que me serviria bem, e não é um estilo que eu não gosto." Seu single de 2016, "Pres Your Number" é uma canção pop dance urbana, enquanto a "Already" canção incorpora elementos de soft rock.
Taemin é reconhecido como o pioneiro da tendência sem gênero na performance de ídolos K-pop masculinos. Com o lançamento da música "Move" em outubro de 2017, Taemin pretendia quebrar estereótipos de gênero e os limites percebidos de arte do K-pop e trabalhou com a coreógrafa japonesa Koharu Sugawara e uma equipe de dançarinas para criar a coreografia para a música com a intenção de usar sua imagem suave como ponto de partida para combater as normas de gênero tipificadas por muitas danças de K-pop, declarando:

Meu objetivo era encontrar um meio-termo, misturando movimentos masculinos e femininos na coreografia juntos. A forma do meu corpo é como a de um dançarino. Não é muito masculino ou excessivamente musculoso e eu queria tirar vantagem disso. Eu pensei que eu poderia mostrar as linhas suaves como os movimentos de dança de um bailarino, adicionando sutileza à minha coreografia. Eu realmente queria quebrar esses rótulos, mostrando que a dança é uma forma de arte.

Em "Want" (2019) Taemin provoca os ouvintes declarando que ele é irresistível, com o objeto final da tentação que os deixará querendo mais. Construído com baixo e inundado com synthpop escuro, "Want" segue os passos de seu hit de 2017, "Move", para construir uma paisagem sonora mais sombria para ele como um artista solo, indo contra a sua imagem  como membro do Shinee. Em sua resenha sobre "Want" o portal Seoul Beats declarou: "Ao contrário de "Move" e sua influência Pop-R&B, "Want" tem uma influência óbvia do Disco aparente no pulso constante do instrumental. Seu apelo está na vibração organizada e levemente antiga, que traz o apoio regular e padronizado da música. A adição de sintetizadores e percussões no instrumental durante o refrão aumenta o charme da música e mantém os ouvintes conectados do começo ao fim."

### Voz
Em seu início de carreira Taemin não era promovido como cantor, mas como dançarino. Essa foi uma das razões pelas quais as pessoas minaram a capacidade vocal dele a ponto de ser quase um insulto chamá-lo de vocalista. Taemin é classificado com uma leve voz de tenor lírico leve, cuja extensão vocal abrange 3 oitavas e 2 notas. De acordo com a análise do portal K-pop Vocalists' Vocal Analyses, Taemin é um exemplo muito bom de um ídolo que trabalha duro, com uma enorme capacidade de provar e mostrar melhorias. Ao longo dos anos, ele começou como um membro sub-vocalista do Shinee, concentrando-se principalmente em sua dança ao invés do canto. Mas aprendeu a controlar sua voz de uma maneira incrível, muito impressionante, considerando como ele soou quando o Shinee estreou em 2008.

### Letras e temas
Em "Pretty Boy" (2014), que apresenta Kai, Taemin demonstra alguns problemas não resolvidos com seu passado como o garoto mais bonito do K-pop, uma vez que a canção foi composta por Jonghyun especialmente para Taemin. "Pretty Boy" é basicamente seis anos de ressentimento, sendo vomitado de uma só vez. Taemin é abundantemente claro na letra, exclamando: "ser 'bonito' é uma maldição quando todos assumem que sua personalidade é ditada pela estrutura óssea. Ele nem sempre é legal ou gentil, e ele não é gentil." Ele também destaca os estritos papéis e idéias de gênero sobre o que é "viril" e o que não é. A música é muito minimalista, o que deixa os pontos da letra brilharem ainda mais. A aparência de Kai cria um bom contraponto vocal para Taemin, apimentando uma música que, de outra forma, seria suave.

## Imagem pública
"Não estou propositalmente tentando realizar a coreografia de maneira difícil. A coreografia não é difícil, mas as pessoas que tentam seguir minha maneira de expressar a música podem achar isso. Acho que fazer com que as pessoas se relacionem [através da minha coreografia] é algo em que preciso trabalhar."

– Taemin com relação à sua coreografia.
Taemin é considerado um dançarino excepcional dentro do K-pop, sendo um modelo para muitos ídolos. Ao longo de sua carreira Taemin ganhou diversos títulos, tais como: Ídolo dos Ídolos, Príncipe da Dança, Máquina da Dança, Maknae de Ouro e Rei do K-pop. Conhecido por suas proporções corporais perfeitas e pernas longas, ele também recebeu a alcunha de Rei Visual Perfeito.
Durante o Section TV em janeiro de 2014, Rain escolheu Taemin como seu melhor dançarino hoobae. Rain foi questionado sobre um hoobae que ele manteve seu olhar, e ele respondeu: "Eles são todos incríveis. Fora de todos eles, Taemin me chama a atenção. Ele tem boa resistência, ele dança bem, e sua linha e rosto são suaves." Taemin foi destaque na edição de dezembro de 2014 da "GQ" para sua lista anual do Homem do Ano, sendo selecionado por sua notável estreia solo e suas realizações em 2014. Taemin revelou durante a entrevista que estava feliz por ter deixado uma boa impressão com sua curta promoção solo com "Danger". E recebeu muitos elogios e apoio durante suas promoções individuais para suas performances magnéticas, bem como o seu estilo excêntrico que se assemelhava ao "Rei do Pop", Michael Jackson. Taemin disse: "Quando eu era mais jovem, eu só pensava em minhas habilidades de canto e dança, mas eu estou vendo um estilo que eu nem sequer imaginei (na época)".
Em maio de 2016, tornou-se modelo para a famosa marca Moschino no japão. Taemin até mesmo fotografou um photobook especial, que era recebido por aqueles que compravam determinadas peças da coleção que o mesmo modelou.
Em 2018, Taemin foi considerado o ídolo de maior sucesso nas atividades em grupo e solo. Em uma pesquisa realizada pelo Idol Champ, o membro mais jovem do SHINee ficou em primeiro lugar entre os ídolos, com 33,55% do total de votos dos internautas. Taemin é elogiado por suas excelentes habilidades de dança e canto. Durante sua participação no Video Star da MBC every1 em fevereiro de 2019, Feeldog escolheu Taemin como um dos sete melhores dançarinos idol, juntamente com Kai, Jimin, J-Hope, Roh Tae-hyun, Hoya e ele mesmo.
Tamar Herman em sua resenha sobre o single "Want" (2019) para a Billboard, declarou: "Taemin cresceu por conta própria através de seus lançamentos solo e explorou sua marca distinta de arte através de lançamentos solo em coreano e japonês, misturando dance-pop elegante e alt R&B com coreografia elegante e sensual. "Want" expande isso como uma exploração de suas proezas sexuais, movendo Taemin para sua era mais madura até hoje." Annika Brandes para o The Kraze declarou: "O acompanhamento após a icônica era "Move" deve ter sido uma tarefa difícil, mas "Want" reflete seu nobre esforço para continuar a mesma expressão artística enquanto explora uma nova direção musical." Em 2019, a Teen Vogue a declarou que Taemin possui uma das carreiras solo de maior sucesso na história da industria sul-coreana, e que ao se apresentar, ele é perversamente um vilão, sensual e sofisticado. Em uma entrevista para a Billboard, em 2019, Taeyong chegou ao ponto de descrever a presença no palco de Taemin como "sexy" e "um pouco imoral".

## Legado
O trabalho de Taemin, tanto como dançarino quanto cantor, influenciou artistas como Jimin, Somi, Ten, Jeno, Jisung, Kihyun, Jeonghan, Chani, Choi Byung-chan.
Em julho de 2016, durante uma entrevista Ten expressou sua admiração por Taemin dizendo: "Eu também gosto muito de Taemin hyung que também está no "Hit The Stage" comigo. De agora em diante eu vou trabalhar duro para que eu possa tornar-me como Taemin hyung." Os dois estrelam o programa Hit the Stage da Mnet.
Em fevereiro de 2019, durante o Idol Room Kim Dong-han disse que Taemin foi a razão pela qual ele fez sua estreia solo. "Quando eu estava no JBJ, fiz um cover de "Move" do Taemin em nosso show, e o chefe da minha agência viu e disse que achava que eu poderia ser um artista solo", explicou. Durante esse mesmo programa, que também contou com a participação de Taemin, Dong-han competiu com Jeno, Jisung e Chani – todos fãs declarados do artista – por uma camiseta que Taemin usou no palco enquanto apresentava "Good Evening" com Shinee, além de trocar números de telefone com ele. Chani apareceu na segunda parte do programa logo após a gravação de um vídeo musical do SF9, e declarou: "Queria tanto vê-lo que voei até aqui". Nove anos antes, Chani havia aparecido em um programa de variedades por ser parecido com Taemin. Chani ainda declarou: "Gosto de Taemin desde a quarta série. Ele foi a razão pela qual comecei a sonhar com a dança."
Seu single "Move" de 2017, acabou se tornando um verdadeiro hit e gerou um grande impacto na indústria do K-pop por sua coreografia, com muitos artistas fazendo covers da canção.

## Controvérsias
Em novembro de 2013, uma controvérsia com o programa We Got Married cresceu como profanação de uma staff em relação à Taemin. A suposta staff disse que "não houve más intenções", quando ela o amaldiçoou e que "foi um deslize". Isso aumentou ainda mais a ira dos espectadores, alegando que a equipe do WGM estava ocupada em vez de dar um sincero pedido de desculpas. No mesmo mês, houve uma controvérsia adicionada a existência de um script no programa, com um vídeo revelando a equipe direcionando Tae-min para "dizer o que está no roteiro."
Em agosto de 2016, Taemin chocou os espectadores com seu desempenho no programa Hit the Stage, conquistando a primeira vitória do show. No entanto, os internautas começaram a questionar a justiça do programa, apontando que Taemin foi o único concorrente que executou sua própria canção. Alguns alegaram que Taemin tinha uma vantagem injusta ao executar uma canção familiar, enquanto outros tiveram que praticar uma nova marca em um curto espaço de tempo. A Mnet declarou: "O conceito do programa é para os artistas criar seus próprios desempenhos. Nós fornecemos apenas o conceito. Nós respeitamos as decisões dos artistas sobre como eles vão produzir as suas etapas e performances." No que diz respeito à escolha da música, eles esclareceram: "Os produtores só fornecem o conceito. Essa é a regra do programa. Na transmissão, todos os artistas estavam bem conscientes de que não havia restrições à escolhas das canções."

## Vida pessoal
Em 2007, estudou chinês em Pequim, China. Em março de 2011, transferiu-se para Hanlim Multi Arts High School de sua escola anterior, Chung Dam High School para acomodar sua agenda agitada com o avanço japonês do Shinee. Graduou-se em fevereiro de 2012, mas foi incapaz de participar da cerimônia devido as atividades do grupo.
Em 19 de abril de 2021, Taemin anunciou durante o V Live que iniciaria o seu serviço militar obrigatório em 31 de maio do mesmo ano. Em 14 de janeiro de 2022, foi anunciado que Taemin cumprirá o restante de seu serviço militar como funcionário do serviço público devido ao agravamento dos seus sintomas de depressão e ansiedade.

## Discografia
| Álbuns de estúdio - Press It (2016) - Move (2017) - Taemin (2018) - Never Gonna Dance Again (2020) | Extended plays - Ace (2014) - Sayonara Hitori (2016) - Flame of Love (2017) - Want (2019) - Famous (2019) - Advice (2021) - Guilty (2023) |

## Filmografia
| Título                     | Ano  | Papel     | Notas                                                                |
| -------------------------- | ---- | --------- | -------------------------------------------------------------------- |
| Outback: Uma Galera Animal | 2012 | Johnny    | Dublagem coreana                                                     |
| I AM.                      | 2012 | Ele mesmo | Filme biográfico da SM Town                                          |
| The Miracle                | 2013 | Kim Tan   | Curta-metragem, que parodia as séries de TV Master's Sun e The Heirs |
| SMTOWN The Stage           | 2015 | Ele mesmo | Documentário da SM Town                                              |

| Título                                     | Ano        | Papel                | Rede         | Notas                         |
| ------------------------------------------ | ---------- | -------------------- | ------------ | ----------------------------- |
| Tae Hee, Hye Kyo, Ji Hyun                  | 2009       | Junsu                | MBC          |                               |
| Dream Team                                 | 2010       | Ele mesmo            | KBS2         | Membro do Dream Team          |
| Athena: Goddess of War                     | 2011       | Ele mesmo            | SBS          | Participação (Ep. 7)          |
| Moon Night '90                             | 2011       | Kim Sung-jae         | Mnet         |                               |
| High Kick! 3                               | 2011       | Ele mesmo            | MBC          | Participação (Ep. 65)         |
| Immortal Song 2                            | 2012       | Ele mesmo            | KBS          | Competidor                    |
| Salamander Guru and The Shadows            | 2012       | Mestre dos Disfarces | SBS          | Participação (Ep. 4, 10)      |
| We Got Married                             | 2013– 2014 | Ele mesmo            | MBC          | Com Son Na-eun (Taeun)        |
| Dating Agency: Cyrano                      | 2013       | Ray/Yang Ho-yeol     | tvN          | Ep. 3–5                       |
| Immortal Song 2                            | 2014       | Ele mesmo            | KBS          | Competidor                    |
| Ten Thousand Hours of Determination        | 2014       | Ele mesmo            | SBS          | Documentário especial da SBS  |
| Match Made in Heaven Returns               | 2015       | Ele mesmo            | MBC Every1   | 1ª Temp.                      |
| Off to School                              | 2015       | Ele mesmo            | JTBC         |                               |
| Saturday Night Live Korea                  | 2016       | Ele mesmo            | tvN          | Participação (Temp. 7; Ep. 1) |
| Hit the Stage                              | 2016       | Ele mesmo            | Mnet         | Participante (Ep. 1–2)        |
| Final Life: Even if You Disappear Tomorrow | 2017       | Son Sion             | Amazon Video | Papel principal               |
| The Unit: Idol Rebooting Project           | 2017       | Ele mesmo            | KBS          | Mentor                        |
| Why Not? The Dancer                        | 2018       | Ele mesmo            | JTBC4        | Regular                       |
| The Call                                   | 2018       | Ele mesmo            | Mnet         | Regular                       |

| Título               | Ano        | Papel     | Rede    |
| -------------------- | ---------- | --------- | ------- |
| MY SMT               | 2016       | Ele mesmo | Youku   |
| Xtra Cam: THE TAEMIN | 2017       | Ele mesmo | V Live  |
| The Idol Troops Camp | 2020       | Ele mesmo | Seezn   |
| Rare Taem            | 2020       | Ele mesmo | YouTube |
| Taem-log 6v6         | 2020– 2021 | Ele mesmo | YouTube |

| Título | Ano  | Papel           |
| ------ | ---- | --------------- |
| Goong  | 2014 | Prince Lee Shin |

## Turnês
- Off-sick (2017)
- Japan 1st Tour "SIRIUS" (2018)
- T1001101 (2019)
- TAEMIN ARENA TOUR 2019 ～X™️～(2019)
- Taemin: N.G.D.A. (Never Gonna Dance Again) (2021)